# Fimbulvetr
Il Fimbulvetr, o Fimbulvinter (spesso anglicizzato come Fimbulwinter), è uno dei segni, secondo la mitologia norrena, che annunceranno la venuta del Ragnarǫk, la fine del mondo. La parola, alla lettera, significa "terribile inverno", e indica una lunga stagione fredda al termine della quale avverrà la destabilizzazione di tutti i rapporti sociali e la fine del mondo. 
In Svezia, Norvegia e altri paesi nordici, "fimbulvetr" può essere anche usato per riferirsi ad un inverno particolarmente freddo e rigido, con moltissima neve. 

## Narrazione mitologica
L'avvento del "fimbulvetr" sarà segnato da una lunga epoca di freddo: l'inverno durerà per tre stagioni di seguito, senza un'estate di mezzo, ma prima ci saranno altri tre inverni in cui il mondo sarà scosso da grandi battaglie.
Così secondo la Vǫluspá:
ok at bönum verðask,

munu systrungar 

sifium spilla, 

hart 's í heimi, 

hórdómr mikill, 

skeggöld, skalmöld, 

skildir klofnir, 

vindöld, vargöld, 

áðr veröld steypisk 

mun engi maðr 

öðrum þyrma.»
e l'un l'altro si daranno la morte; 

i cugini spezzeranno 

i legami di parentela; 

crudo è il mondo, 

grande l'adulterio. 

Tempo d'asce, tempo di spade, 

gli scudi si fenderanno, 

tempo di venti, tempo di lupi, 

prima che il mondo crolli.

Neppure un uomo

un altro ne risparmierà.»
(Edda poetica - Völuspá - Profezia della Veggente XLV)
A seguito del Fimbulvetr, il Sole e la Luna saranno divorati rispettivamente dai lupi Skǫll e Hati che li hanno inseguiti sin dall'inizio dei tempi, e poi avrà inizio il Ragnarǫk vero e proprio.
Ci sono stati alcuni studi che hanno indagato la connessione tra questa credenza un eventuale cambiamento climatico avvenuto della tarda età del bronzo. Prima di questo cambiamento, le regioni nordiche erano abbastanza calde.
Del Fimbulvetr sembra anche alludere la Pietra runica di Rök, scolpita ad inizio IX secolo, dal cui studio i ricercatori di tre differenti università svedesi (di Uppsala, di Göteborg e di Stoccolma) hanno ipotizzato che fosse una memoria mitizzata del periodo di eventi climatici estremi avvenuti tra il 535–536 e dell'estate eccezionalmente fredda del 775.

## Nella cultura di massa

### Giochi e videogiochi
- Fimbulvetr è una potente arma magica di "livello A" nella serie di videogiochi Fire Emblem, nello specifico nei titoli per Game Boy Advance della serie: il suo utilizzo causa una forte tempesta che circonda l'avversario e lo intrappola nel ghiaccio.
- In Fire Emblem: Fates Fimbulvetr è una arma magica di "livello C":essa, dunque, è la magia che, nell'ordine di potenza del gioco, viene prima di "Ragnarök", magia di "livello B"; ciò è possibile riferimento a come i Fimbulvetr preannuncino il Ragnarǫk.
- Nell'ambientazione Forgotten Realms del gioco di ruolo Dungeons & Dragons, Fibulvetr è il regno del gigante del ghiaccio Thrym (dal norreno Þrymr) nel piano chiamato Jotunheim (che si rifà al norreno Jǫtunheimr). Questo reame è descritto come una distesa sconfinata di ghiaccio e neve[2].
- Fimbulwinter è un potente potere divino dell'ultima era nel videogioco per PC Age of Mythology: concesso dal Dio Týr, fa scendere la notte che impedisce l'utilizzo di altri poteri divini e crea dei lupi feroci all'interno delle città avversarie.
- In The Witcher 3: Wild Hunt, la Caccia Selvaggia è accompagnata dal Bianco Gelo, un inverno congelante e duraturo che ha già distrutto altri mondi; per questo motivo gli abitanti delle isole Skellige (ispirati alle popolazioni vichinghe) accomunano l'arrivo della Caccia sulla loro nave "fatta con le unghie dei morti", il "Naglfar", con il Ragnarok, e il Bianco Gelo col Fimbulvinter.
- In Max Payne l'ambientazione di notte e i fiocchi di neve paragonati a "proiettili di ghiaccio" sono un chiaro riferimento al Fimbulvetr.
- In God of War: Ragnarok, l'inizio del gioco è segnato dall'arrivo del Fimbulwinter, causato dall'uccisione di Baldur da parte di Kratos alla fine del capitolo precedente della saga
- In League of Legends esiste un oggetto chiamato Fimbulwinter, l'evoluzione di un oggetto chiamato "Avvento dell'inverno".

### Televisione
- Ne Il Trono di Spade, la Lunga Notte può essere interpretata come un riferimento al Fimbulvinter.
- Nella serie TV Vikings il personaggio di Floki narra un passaggio del Fimbulvetr per incitare l'esercito alla battaglia.
- Nella serie Saint Seiya: Soul of Gold, il Fimbulvetr è un labirinto di nebbia e illusioni che impedisce di avvicinarsi all'albero Yggdrasil.

### Musica
- Fimbulvetr è un singolo del gruppo neofolk francese SKÁLD, distribuito nel 2020.[3]